# Final Fantasy VII
Final Fantasy VII е японска ролева игра, част от поредицата Final Fantasy. В нея се включват няколко игри: Crisis Core, Dirge of Cerberus, Before Crisis; и разбира се 2 филма, допълващи пъзела на историята: Advent Children и Last Order